# Roda (Kairo)
Die 3,2 Kilometer lange Nilinsel Roda (auch Roudah, arabisch الروضة ar-Rauḍa/ar-Rōḍa ‚der Garten‘) bzw. el-Manyal (arabisch المنيل al-Manyal, auch el-Manial, der Nordteil der Insel) oder Manyal er-Roda (arabisch منيل الروضة Manyal ar-Rōḍa ‚Manyal-Garten‘) in Kairo ist Teil des Stadtteils Alt-Kairo etwas südlich der Stadtmitte.
Die Bezeichnung Manyal geht auf einen Prinzen aus der Zeit der Bahri-Mamluken (1250–1390) zurück. In der späten Mamlukenzeit wohnte der Gelehrte as-Suyūtī (gest. 1505) auf der Insel und verfasste eine Maqāma über ihre Schönheit. Im Nordteil der Insel befindet sich ein Krankenhauskomplex. Nur direkt an der Nordspitze wurde ein großes Hotel, das Grand-Hyatt-Hotel (vormals Le Méridien) errichtet.

## Sehenswürdigkeiten

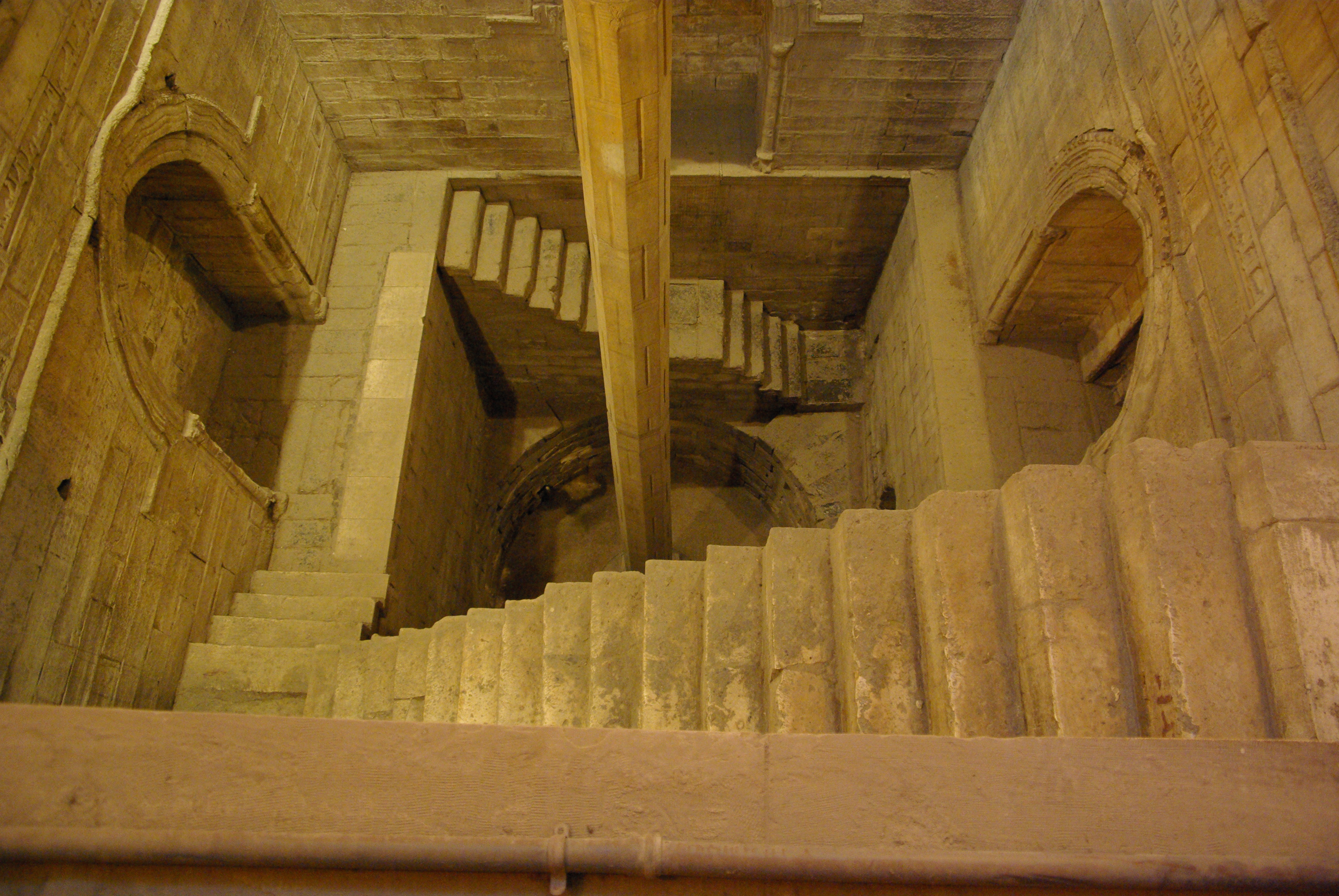
Der Nilometer von Roda

Der Manyal-Palast, kurz Manyal, noch in der Nordhälfte der Insel gelegen, besteht aus einem großen Garten und mehreren Gebäuden, die unter Muhammad Ali Pascha errichtet wurden. In ihnen sind verschiedene Museen untergebracht: ein Jagdmuseum und ein Museum mit Koranschriften, persischen Miniaturen, Porzellan, Kristall und Teppichen. Der Thronsaal des Palasts kann wegen Einsturzgefahr nicht mehr besichtigt werden.
Der Nilometer von Roda liegt an der Südspitze der Insel. Er gilt als bedeutendster Nilometer islamischer Zeit und wurde 715/716 errichtet. Nach Zerstörung durch ein Hochwasser erfolgte 861 der Neuaufbau.